# Albi (Llenguadoc)
|  | Aquest article tracta sobre la ciutat occitana. Vegeu-ne altres significats a «Albi». |

Albi (en occità Albi [ˈalβi], en francès Albi [albi]) és una ciutat del departament del Tarn, a la regió de Migdia-Pirineus. Amb 51.199 habitants, és cap de la comarca de l'Albigès. Els seus habitants es diuen en català albigesos (albigès o albigesa en singular, albigeses en plural femení; en occità albigés -esa, en francès Albigeois -oise).
Al segle XII va ser una de les principals ciutats amb presència de càtars, per la qual cosa va donar nom a la croada albigesa.
La ciutat episcopal, situada al centre històric d'Albi, al voltant de la catedral, fou proclamada Patrimoni de la Humanitat per la Unesco el 2010.

## Geografia
Situada a la vora del Tarn, de les vinyes de Galhac, de l'altiplà cordès i del bosc de la Gresinha. A 80 km de Tolosa de Llenguadoc, a 3 hores dels Pirineus i a 2 hores del mar Mediterrani.

## Demografia
| Evolució de la població Cassini i INSEE |       |        |        |        |        |        |        |        |
| 1793                                    | 1800  | 1806   | 1821   | 1831   | 1836   | 1841   | 1846   | 1851   |
| 11.176                                  | 9.649 | 10.061 | 10.644 | 11.665 | 11.801 | 12.408 | 14.211 | 13.788 |

| 1856   | 1861   | 1866   | 1872   | 1876   | 1881   | 1886   | 1891   | 1896   |
| ------ | ------ | ------ | ------ | ------ | ------ | ------ | ------ | ------ |
| 14.636 | 15.493 | 16.596 | 17.469 | 19.169 | 20.379 | 21.224 | 20.903 | 21.948 |

| 1901   | 1906   | 1911   | 1921   | 1926   | 1931   | 1936   | 1946   | 1954   |
| ------ | ------ | ------ | ------ | ------ | ------ | ------ | ------ | ------ |
| 22.571 | 23.303 | 25.100 | 26.628 | 29.015 | 29.351 | 30.293 | 34.342 | 34.693 |

| 1962   | 1968   | 1975   | 1982   | 1990   | 1999   | 2006   | 2011 | 2016 |
| ------ | ------ | ------ | ------ | ------ | ------ | ------ | ---- | ---- |
| 38.709 | 42.930 | 46.162 | 45.947 | 46.579 | 46.264 | 48.712 | -    | -    |

| 2019 | - | - | - | - | - | - | - | - |
| ---- | - | - | - | - | - | - | - | - |
| -    | - | - | - | - | - | - | - | - |

## Morfologia urbana
Albi és limitada per dotze barris que tenen compte del sentit de pertinença expressat pel poble, la història i les característiques d'Albi i de la geografia urbana. Donem la forma francesa seguida de la forma originària en occità. Partint del nord, es troben els districtes de Le Breuil-Mazicou (Lo bruèlh-Masicon), Madeleine o Bout du Pont (Cap del Pont) i Cantepau (Cantapauc), al sud, Rayssac-Veyrières-Ranteil (Raissac-Veirièras-Rantelh) i Le Lude-Bellevue (La Luda-Bèuvéser o Bèlavista), al centre, el Grand-Centre, a l'oest, els barris Ouest-Pointe de Marre (Ponta de Marra), i a l'est, la Piscine (La Piscina) i la Plaine du Gô (Plana del Gòu), la Renaudié (La Renaudiá), la Viscose (La Viscosa), Lapanouse-Saint-Martin (La Panosa-Sant Martin), Jarlard-Le Peyroulié (Jarlard-Lo Pairolièr) i Le Marranel-Le Roc (Lo Marranèl-Lo Ròc). Noteu que la Ponta de Marra forma una extensió en cua de paella.

Panorama d'Albi

## Història
L'origen del nom Albi queda en l'àmbit de les hipòtesis. Podria venir d'Alp, prefix celta que significa 'lloc escarpat' o oppidum, o d'Albius, nom d'un notable que visqué a Albi en l'època romana, o potser d'alba ('blanc' en llatí), dels penya-segats calcaris que envolten la ciutat. Se sap molt poca cosa de la regió en temps dels romans; els geògrafs no esmenten cap nom de poble ni cap vila. Juli Cèsar n'esmenta els eleuteris (eleutherii = 'lliures') però no precisa el lloc on vivien; al Carcin apareixen els cadurcs eleuteris, que podrien estar emparentats amb aquests eleuteris de Cèsar, però no n'hi ha res segur. Temps més tard, les primeres notícies esmenten Albi amb el nom de Civitas Albiensium, i més tard Albia i Albiga; en Notitia dignitates apareixen esmentats els Equités Cataphractarii Albigenses. A Montanhs, prop del Tarn, sota Galhac, s'han trobat medalles, urnes i altres restes.
Un bisbat s'hi esmenta al segle v. Des del començament del segle vi, va ser seu d'un comtat sota domini dels francs. Al segle ix, pertanyia al comtes de Tolosa que hi van instal·lar vescomtes cap al 872 (vegeu vescomtat d'Albi), però el domini feudal de la vila corresponia als bisbes. Des del 1067, el comte de Barcelona va reclamar l'alta sobirania feudal i es va enfrontar repetidament amb els vescomtes (els Trencavell).

## Albi i el catarisme
Durant els segles XII i xiii, Albi va rebre les doctrines càtares, i la ciutat es va convertir en un centre d'aquesta doctrina: acollí un bisbat càtar. El 1165 el bisbe catòlic d'Albi convocà una conferència a Lombèrs en què s'acabà dictaminant que els càtars eren heretges. És per això que sovint són anomenats albigesos. El catarisme, jutjat herètic per l'Església catòlica, va ser violentament reprimit en el moment de la croada contra els albigesos (vegeu croada albigesa).
El 1247, el vescomte va renunciar a Albi en favor del rei de França i, el 1258, el rei d'Aragó hi va renunciar pel tractat de Corbeil. Els bisbes d'Albi foren reconeguts com a senyors de la ciutat.
A la ciutat, va néixer el gran pintor Henri Toulouse-Lautrec.

## Administració
| Període   | Identitat                  | Partit                                        |
| --------- | -------------------------- | --------------------------------------------- |
| 1977-1995 | Michel Castel              | PS                                            |
| 1995-2014 | Philippe Bonnecarrère      | RPR, després divers droite                    |
| 2014-     | Stéphanie Guiraud-Chaumeil | divers droite després Horizonts (centre dret) |

## Llocs i monuments
- Notre-Dame du Breuil.
- Catedral de Santa Cecília d'Albi.
- Palau de la Berbiá/Berbie i jardins.
- Pont vell (construït a principis del segle xii).
- Hostal Reyniès-Hôtel Reyniès.
- Carrers pintorescos.
- Museu de Toulouse Lautrec, que va néixer a Albi.
- Museu Lapérouse, oficial de la marina francesa que capdavantejà una expedició que feu la volta al món.

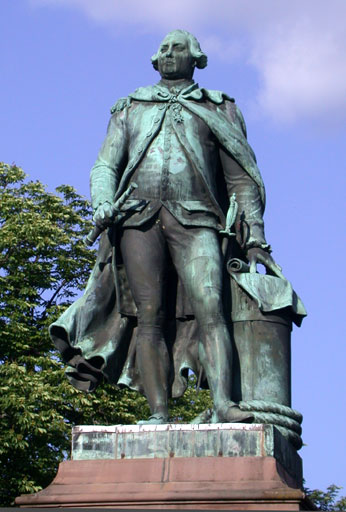
Estàtua de Lapérouse
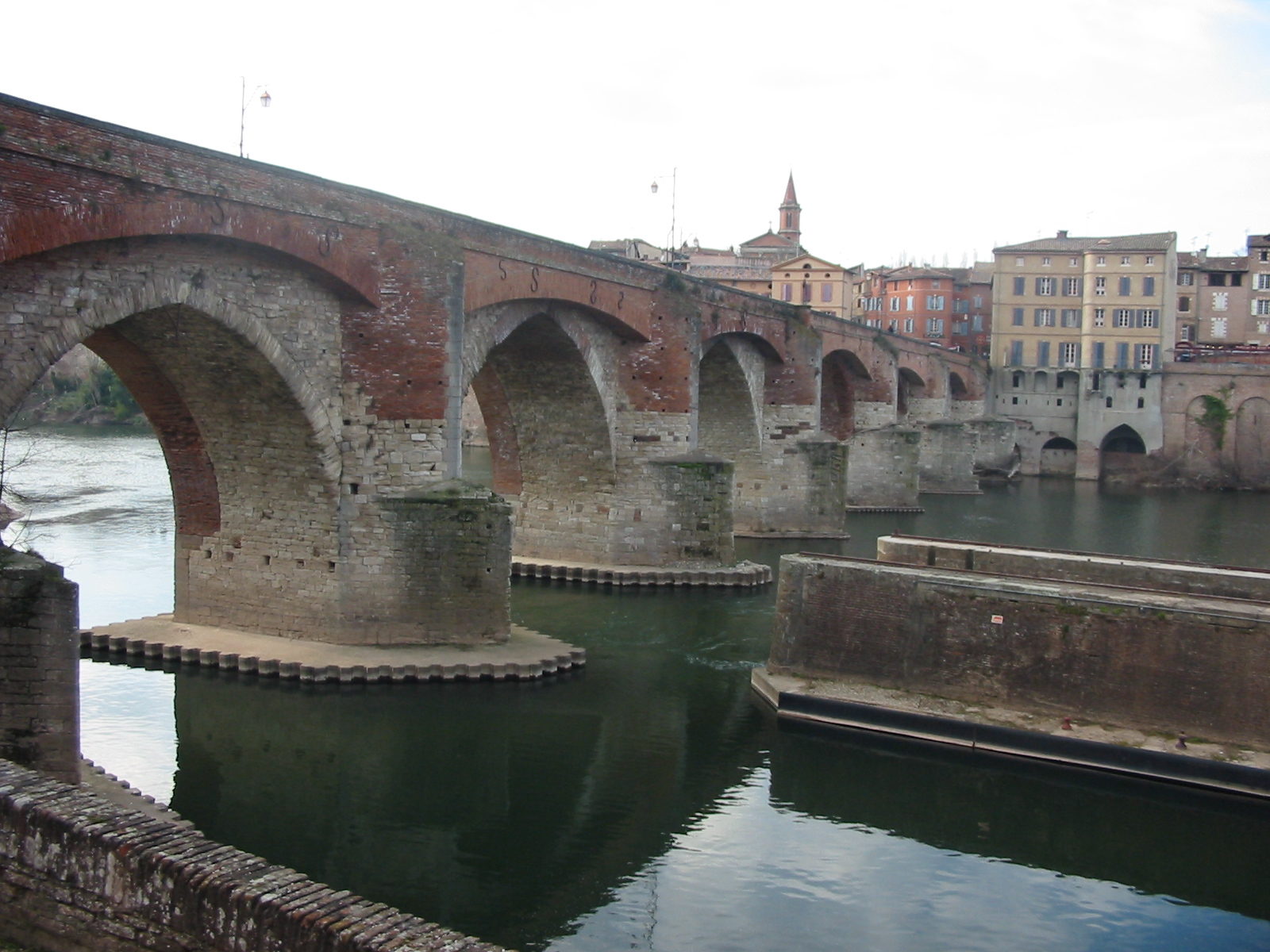
El pont vell

## Ciutats agermanades
- Girona, Catalunya (1985).
- Palo Alto, Califòrnia, Estats Units d'Amèrica.

## Nascuts a Albi
- Henri de Toulouse-Lautrec.
- Henri-Étienne Dérivis (1780-1856) cantant d'òpera (baix).